# گور دسته‌جمعی قوبا
گور قبه یک گور دسته جمعی واقع در شهر قوبا جمهوری آذربایجان است که به ادعای منابع آذربایجانی کشته‌های ناشی از قتل گروهی از مسلمانان و یهودیان شهر قبه که به دست داشناک‌های ارمنی انجام گرفته‌است در آنجا دفنند. بنا بر منابع ادعایی، این قتل‌ها به دست نیروهای داشناک ارمنی و در سال ۱۹۱۸ میلادی انجام شده و و استخوانهای ۴۰۰ تا ۶۰۰ نفر از مردم شهر قبه در این گور واقع است.

## تصاویر

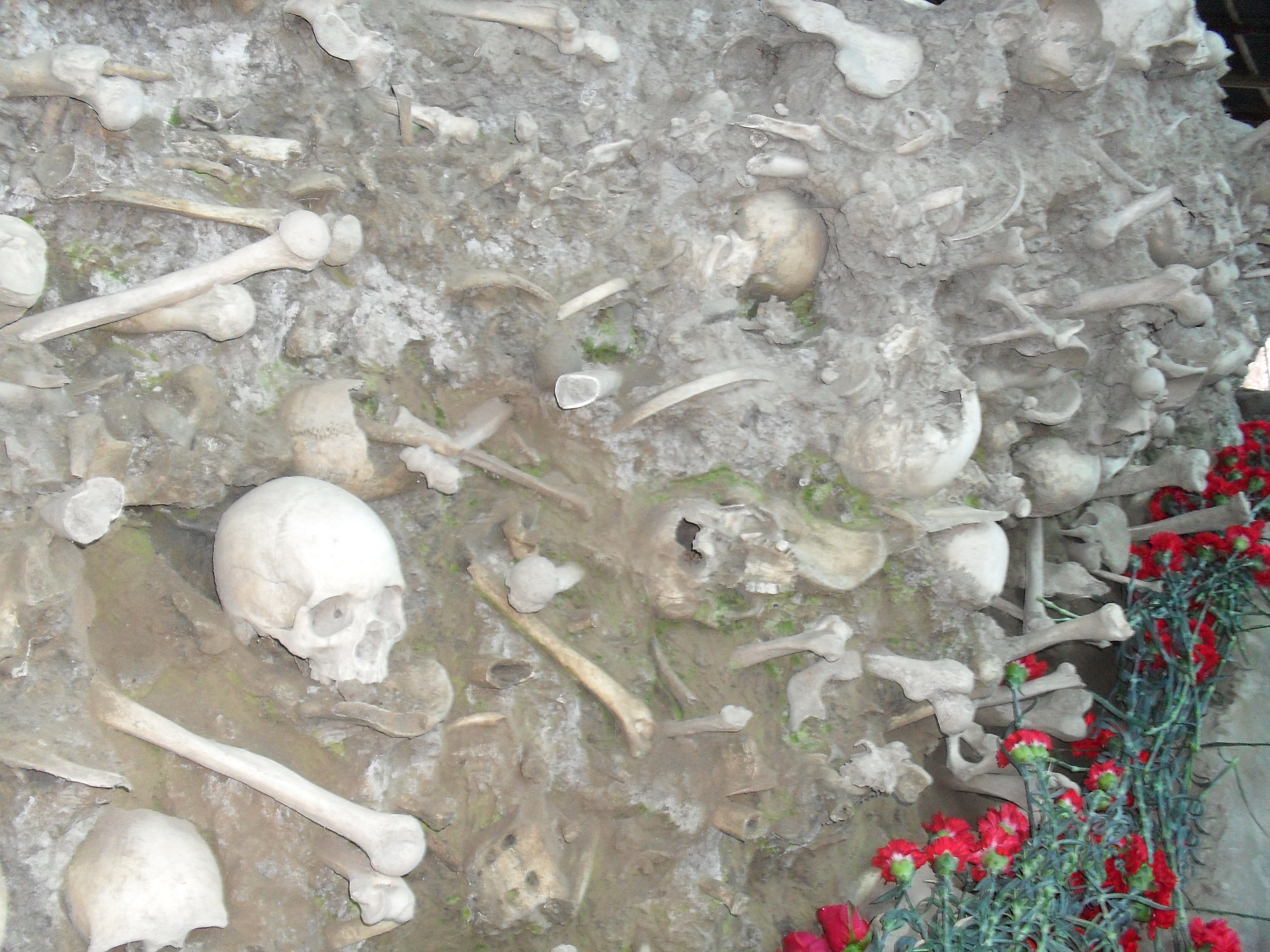
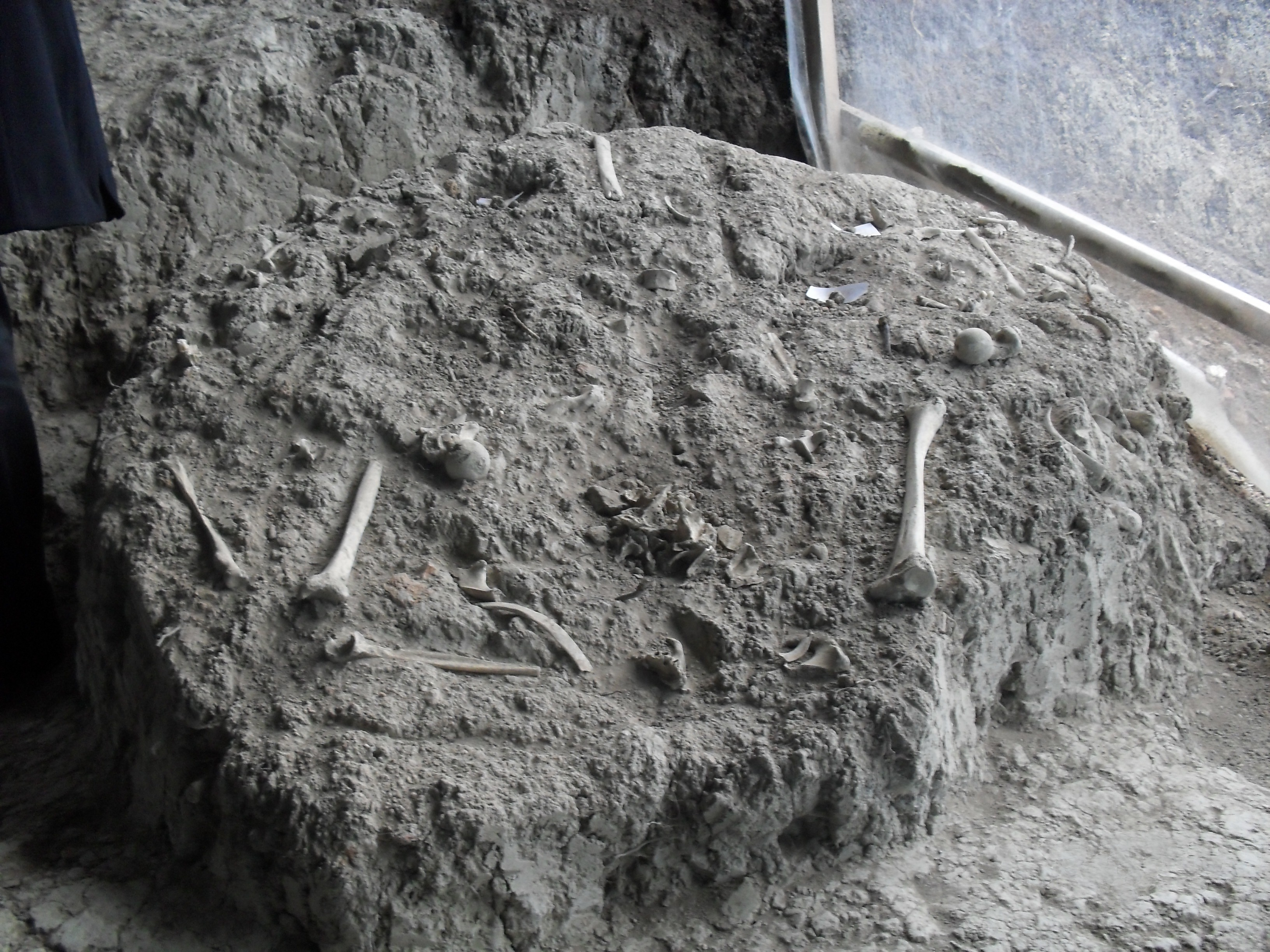
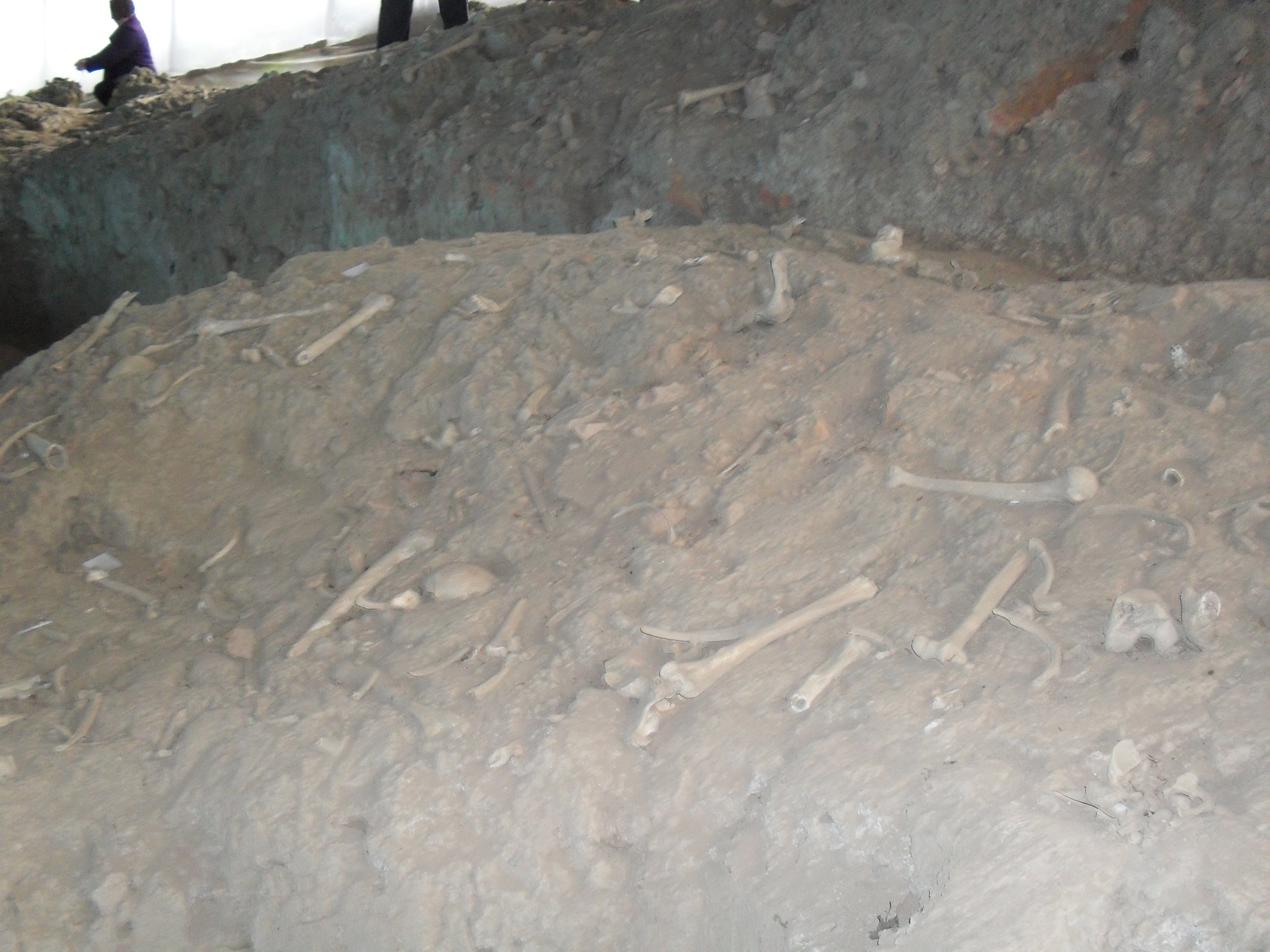
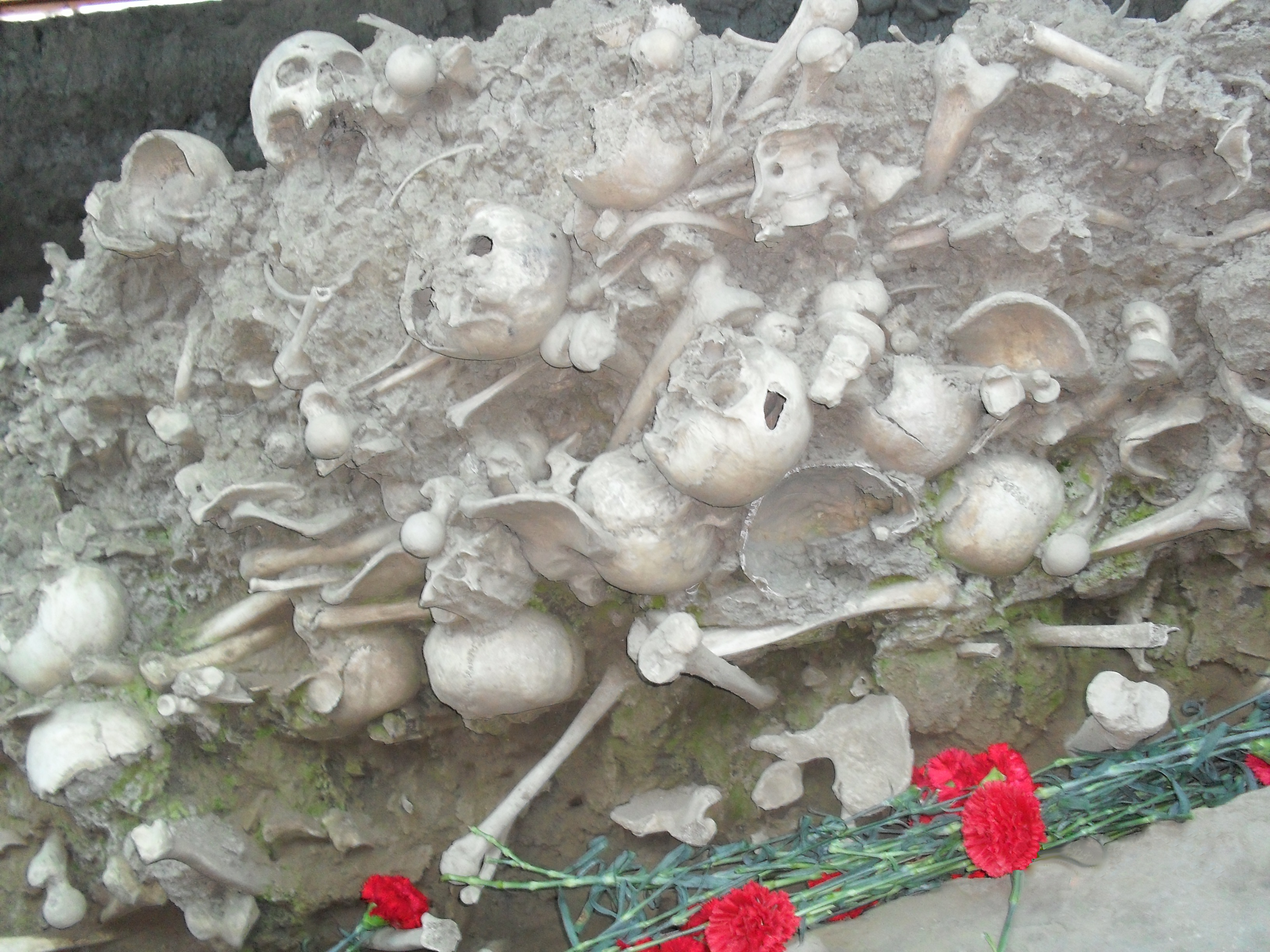
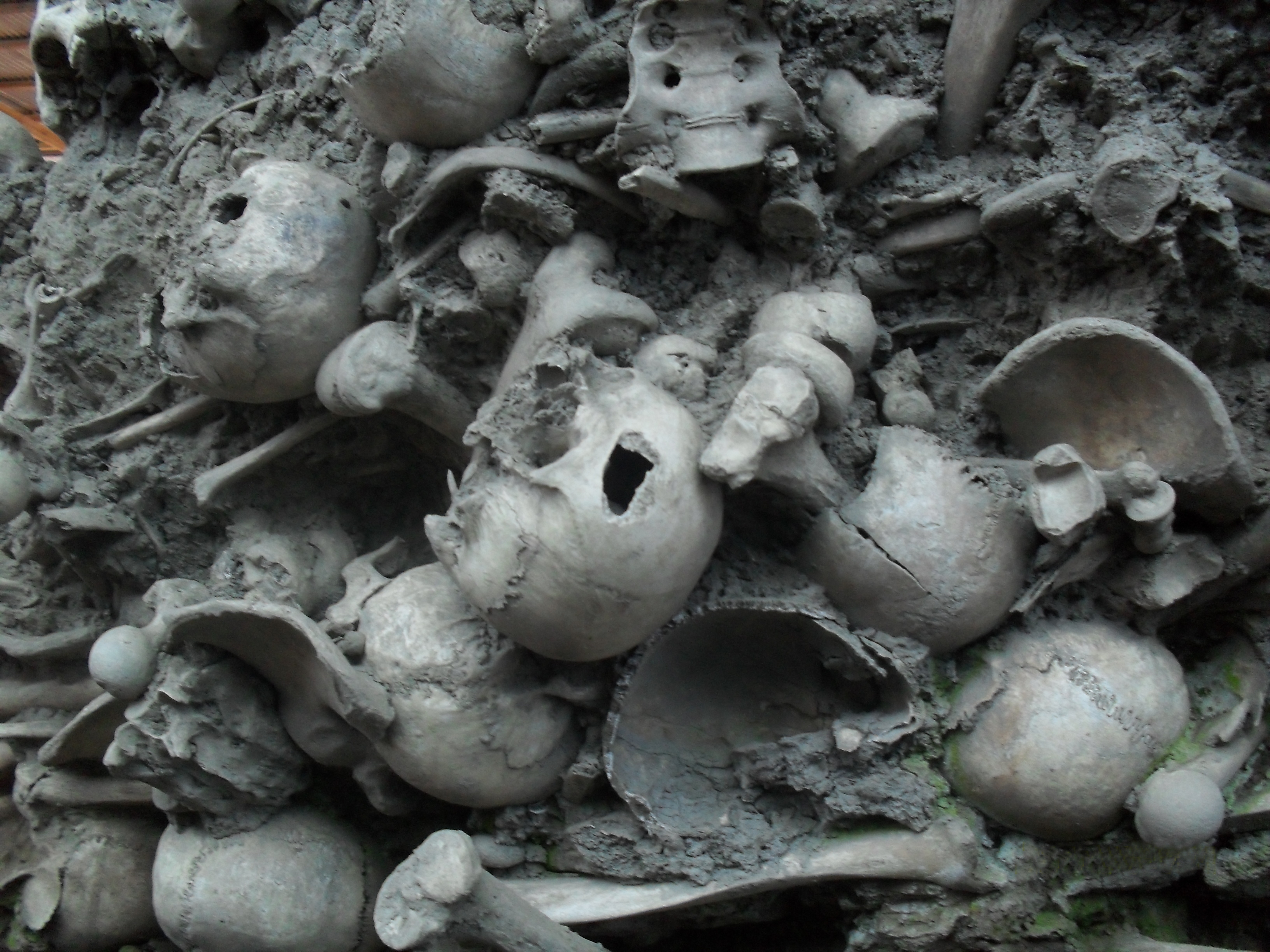
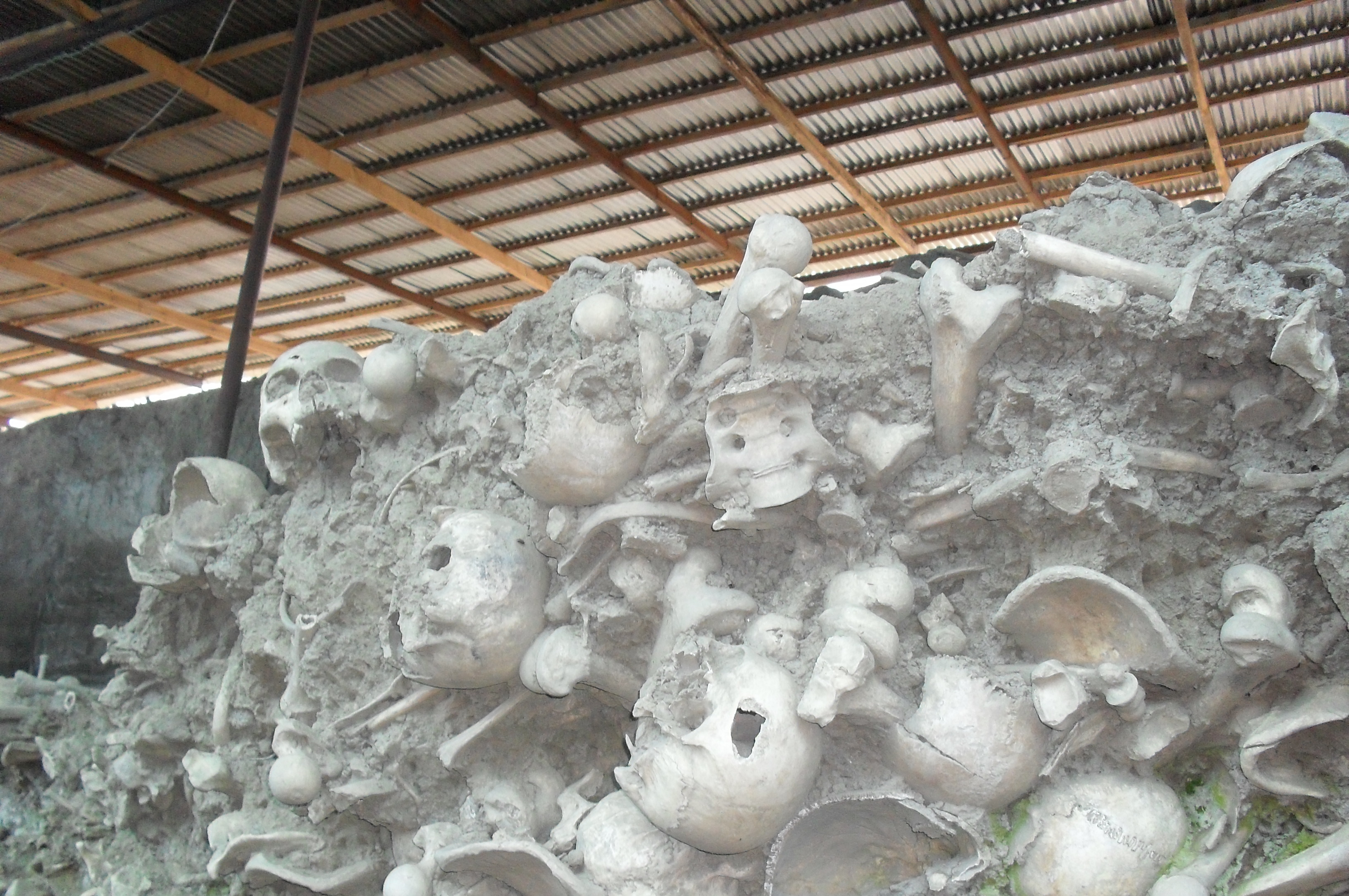
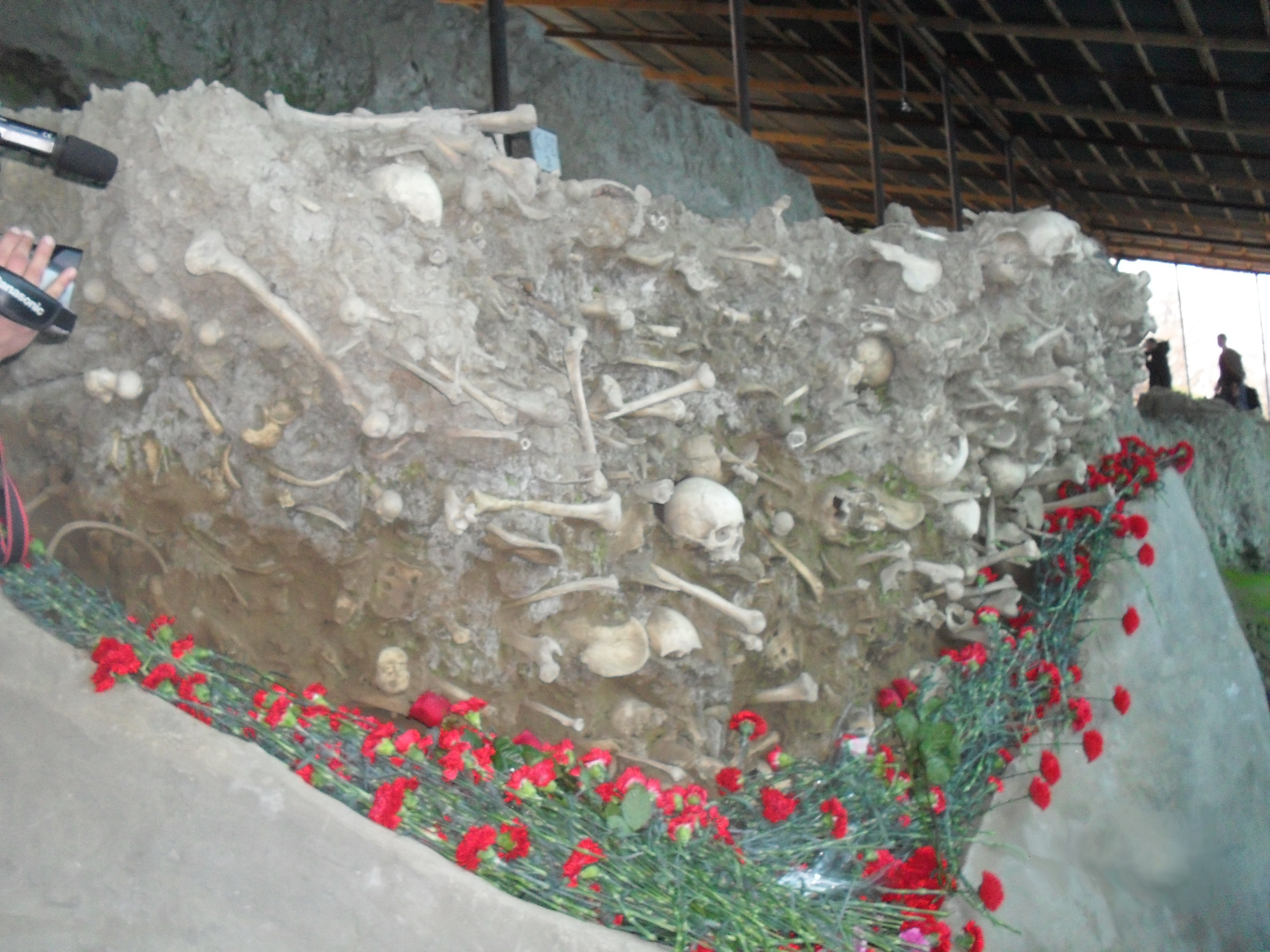
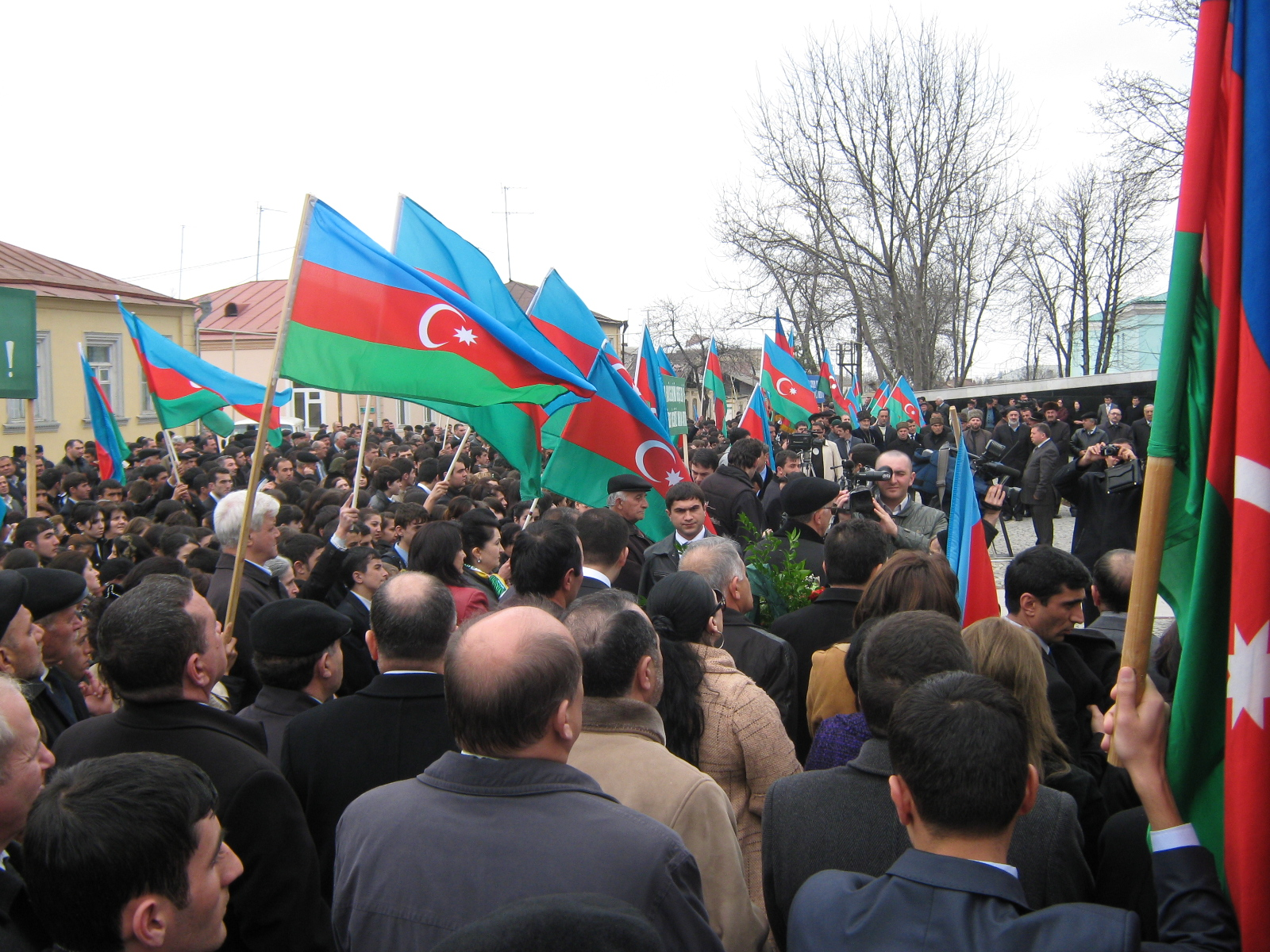
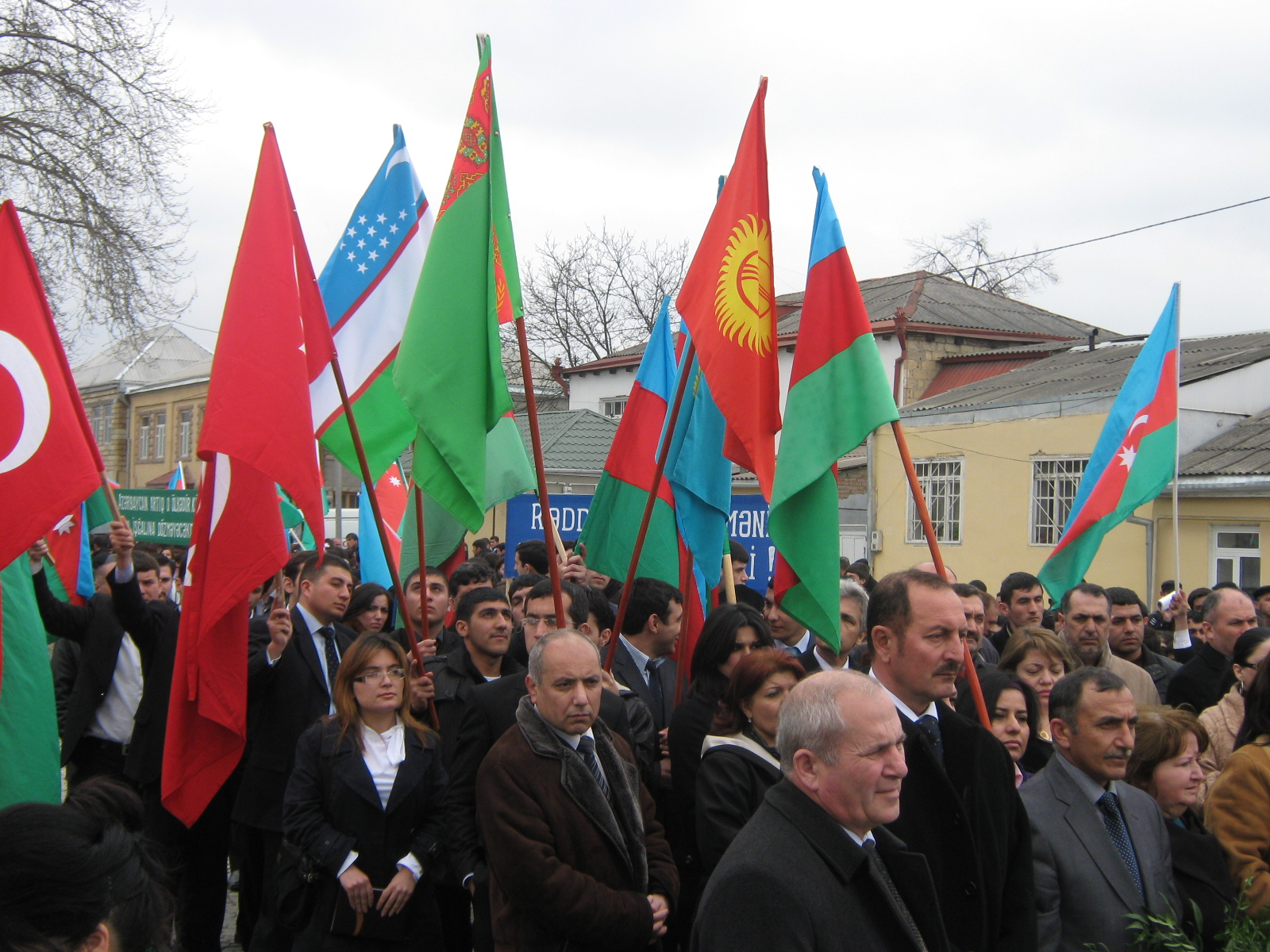